# Ein Kerem
Ein Kerem (en hebreo: עין כרם‎, lit. 'Manantial de la Viña') es una aldea histórica ubicada al suroeste de Jerusalén, la capital de Israel. Hoy en día un barrio en las afueras de la ciudad, dentro de los límites municipales de Jerusalén, en el distrito homónimo. Es también el sitio del Centro Médico Hadasá, que opera un hospital construido en 1961 en una colina cercana del lugar. En 2017, Ein Kerem tenía una población de 1620 habitantes.
El lugar estuvo habitado desde el período cananeo, siendo un importante asentamiento judío durante finales del período del Segundo Templo (530 a. C.-70 d. C.). La tradición cristiana sostiene que el lugar fue donde se produjo la Visitación, un episodio del Nuevo Testamento donde se explica que María, la madre de Jesús, visitó a su prima Isabel embarazada de Juan el Bautista. Ein Kerem fue también donde Juan nació, siguiendo el versículo bíblico en el Evangelio de Lucas 1:39-56, aunque el texto no describe cuál es el nombre de la villa, diciendo que la familia de Juan vivía en una «aldea en la región montañosa de Judea». Probablemente por su ubicación entre Belén y Jerusalén, este lugar era muy cómodo para la peregrinación, y esto llevó al establecimiento de muchas iglesias y monasterios en la zona.
Durante la época otomana (siglo XIV) hasta el periodo del Mandato británico de Palestina, existió en el lugar una aldea árabe que quedó despoblada tras la guerra árabe-israelí de 1948, siendo una de las pocas localidades árabes despobladas que sobrevivió a la guerra con la mayoría de los edificios intactos. Tras el fin de la guerra, el gobierno israelí incorporó la aldea dentro de los límites municipales de Jerusalén, declarándolo un barrio de este mismo. Las casas vacías del pueblo albergaron a nuevos inmigrantes judíos, muchos de los cuales fueron judíos mizrajíes que huyeron de diversos países del mundo árabe.

Con el paso de los años, el ambiente bucólico del lugar atrajo a una gran población de artistas y artesanos, siendo hoy en día un vibrante barrio bohemio de Jerusalén. Aún hoy, el barrio aún tiene un carácter rural conservando un nivel muy alto de autenticidad. Su entorno natural, rodeado por el bosque de Jerusalén, permanece intacto y sus casas antiguas todavía están habitadas y conservadas. Ein Kerem atrae a tres millones de turistas al año, un tercio de ellos peregrinos cristianos de todo el mundo por la condición de Ein Kerem como lugar sagrado. Además de sus monumentos religiosos, Ein Kerem también es conocido por sus bellas artes, su gastronomía y su cultura musical.

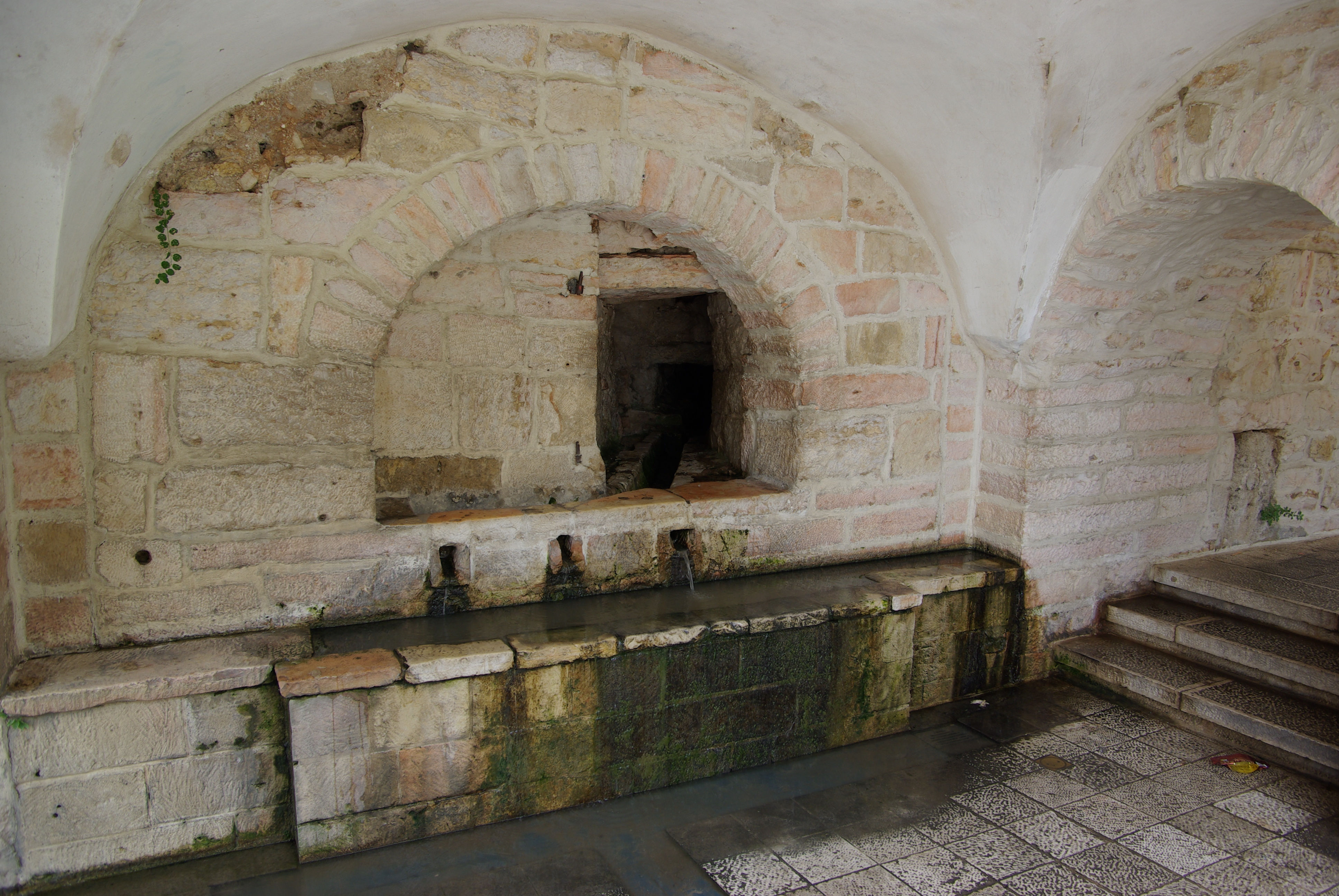
La Fuente que da nombre a la localidad.

## Iglesias cristianas
Las diferentes ramas del cristianismo han construido iglesias, monasterios, escuelas o instituciones después de la llegada de los franciscanos, que fueron los primeros:
- Iglesia de San Juan el Bautista (católica de rito latino), sobre los restos de una iglesia romana de Oriente y una iglesia de los cruzados.
- Iglesia de San Juan el Bautista (ortodoxa), construida en 1894 sobre las ruinas de una antigua iglesia.
- Iglesia de la Visitación (católica de rito latino), construida en 1955 por Antonio Barluzzi.
- Hermanas de Notre Dame de Sion (católica), donde está enterrado Alfonso Ratisbona, su cofundador.
- Monasterio ortodoxo ruso, conocido por los aldeanos como Moskubiya.
- Maison Saint-Vincent-Ein Kerem, hogar para niños física y mentalmente discapacitados a cargo de las Hijas de la Caridad de San Vicente de Paúl.
- Convento de San Juan en el desierto donde San Juan el Bautista vivió a unos pocos kilómetros.